# جابي نونيز
جابي نونيز (بالبرتغالية: Gabi Nunes‏) (10 مارس 1997 بساو باولو في البرازيل - ) هي لاعبة كرة قدم برازيلية في مركز الهجوم. لعبت مع غراميو اساسكو اوداكس اسبورت كلوب وAssociação Desportiva Centro Olímpico ‏.

## وصلات خارجية
- جابي نونيز على موقع قاعدة بيانات كرة القدم.إي يو (الإنجليزية)
- جابي نونيز على موقع Soccerway.com (الإنجليزية)
- جابي نونيز على موقع عالم كرة القدم.نت (الإنجليزية)